# Araby

Araby es un cuento del escritor irlandés James Joyce. Apareció en Dublineses, una colección de cuentos publicada en 1914.

## Argumento
El protagonista del cuento es un niño que está secretamente enamorado de la hermana de su vecino y amigo. Un día se le presenta la oportunidad de hablar con su amada: ella le pregunta si va a ir al bazar llamado Araby. Él, todavía atónito porque su amada le ha dirigido la palabra, responde afirmativamente aun sin estar seguro de que sea así. Ella le dice que no puede ir porque habrá un retiro espiritual en su escuela, por lo que él le promete traerle un regalo. Finalmente, el niño llega tarde al bazar por culpa de su tío y encuentra la mayoría de los negocios cerrados. Él queda muy desilusionado ya que el bazar no era tan magnificente como él se lo imaginaba.

## Adaptaciones cinematográficas
En 1999 Dennis Courtney produjo y dirigió un corto cinematográfico basado en este libro.